# Bönnsch
Bönnsch is een middelfrankisch dialect van het Duits. Het dialect wordt in de stad Bonn en omliggende gebieden gesproken.

## Voorbeeld
- Em Winte fleejen de drüjje Blaade en de Luff eröm.
- DE: Im Winter fliegen die trockenen Blätter in der Luft herum.
- NL: In de winter vliegen de droge bladeren in de lucht rond.

- Et hürt jlich op ze schneie, dann weed et Wedde widde besse.
- DE: Es hört gleich auf zu schneien, dann wird das Wetter wieder besser.
- NL: Het houdt zometeen op met sneeuwen, dan wordt het weer weer beter.

- Dunn Kolle en de Ovve, dat de Melech baal et Koche aanfängk.
- DE: Tu Kohlen in den Ofen, damit die Milch bald zu kochen anfängt.
- NL: Doe kolen in de oven, zodat de melk gauw begint te koken.